# Corso Vittorio Emanuele II

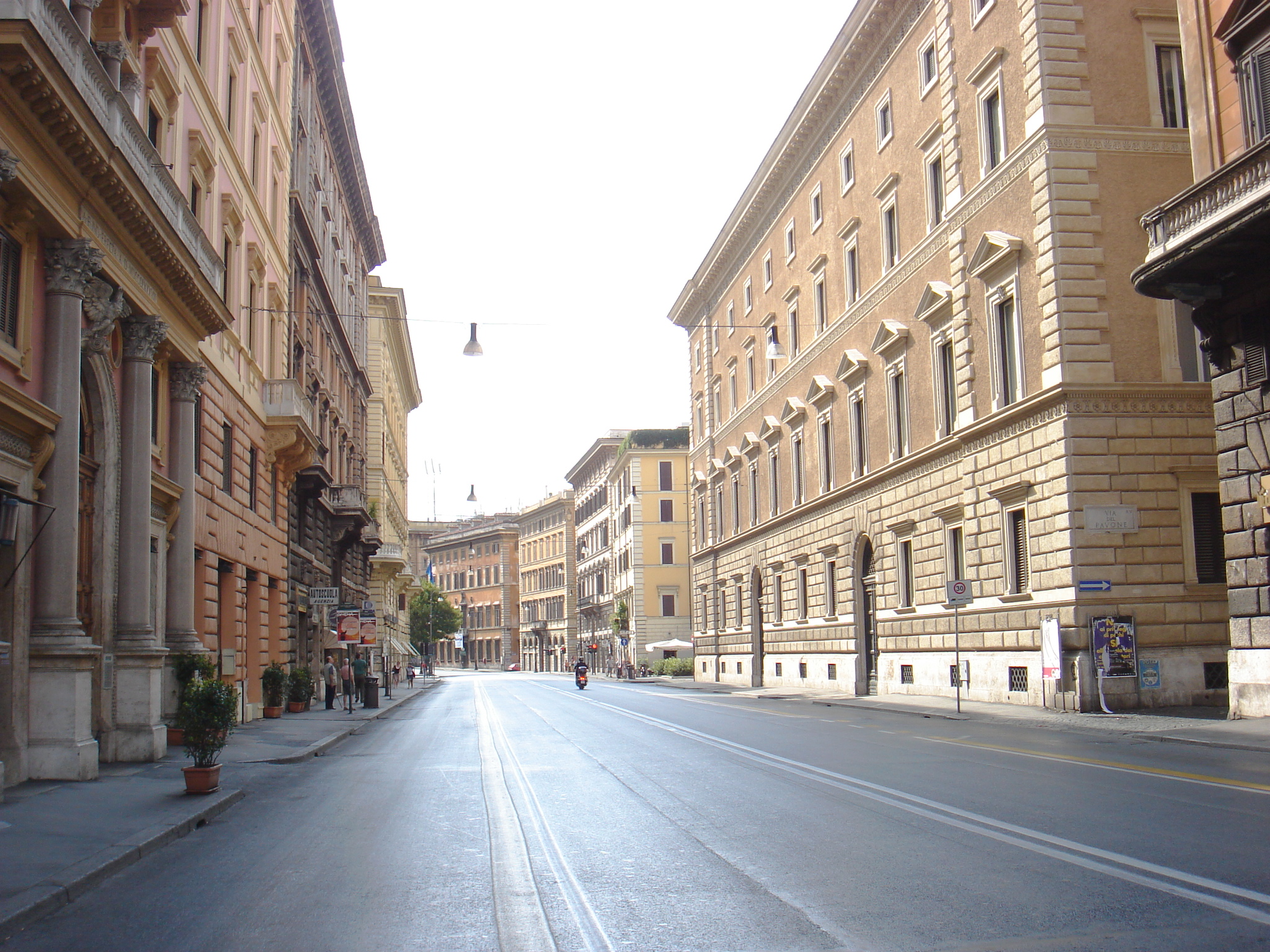
Corso Vittorio Emanuele II

Der Corso Vittorio Emanuele II ist eine Straße in Rom. Sie wurde mit einem Beschluss im Jahr 1886 geschaffen und ist nach dem ersten italienischen König Viktor Emanuel II. benannt.
Die Straße verläuft in Ost-West-Richtung und verbindet den Tiber mit der Piazza Venezia an der Ecke am Palazzo Venezia, unterhalb des Monuments von Monumento Vittorio Emanuele II. Am Tiberufer beginnt die Straße an der Piazza Paoli, wo die Ponte Vittorio Emanuele II den Tiber überspannt. Die im Jahr 1886 als Straßendurchbruch eingeweihte Straße erhielt den Namen des italienischen Königs Viktor Emanuel II; sie durchquert die Stadtteile Pigna, Sant’Eustachio und Parione und Ponte.
Die Straße verläuft vom Tiberufer ostwärts entlang der Piazza della Chiesa Nuova, wo die Kirche Santa Maria in Vallicella und das Oratorium des hl. Philipp Neri stehen. Weiter östlich befindet sich auf der rechten Seite der Palazzo della Cancelleria sowie dann der Palazzo Braschi. Im weiteren östlichen Verlauf der Straße liegen der Palazzo Massimo alle Colonne, die Kirche Sant’Andrea della Valle und direkt neben dieser Kirche der Palazzo Vidoni Caffarelli. Im letzten Fünftel der Straße vor der Einmündung auf die Piazza Venezia spaltet sich die Straße am Platz Largo di Torre Argentina in die Via del Plebiscito, an der sich die Kirche Il Gesù befindet, und in die  Via delle Botteghe Oscure auf.
An der Straße befinden sich unter anderem Denkmäler zur Erinnerung an den Politiker Marco Minghetti und den Theologen Nicola Spedalieri.